# Музей народного художника России А. И. Морозова
Музей народного художника России А. И. Морозова расположен в городе Иваново и посвящён жизни и творчеству художника Александра Ивановича Морозова; является подразделением Ивановского областного художественного музея.

## История
Дом, который выбрал для создания будущего музея сам Александр Иванович Морозов, был построен в 1910 году для австрийского инженера Людвига Ауэра и представляет собой ранний пример рационалистической жилой архитектуры. Сам художник, проведший почти всю жизнь в Москве (75 из 95 лет), в этом доме никогда не жил; здесь жила семья врача Михаила Савельевича Вихмана, которая купила дом в 1928 году, и с которой Морозов поддерживал дружеские отношения. Также в конце 1920-х годов здесь жил Н. Г. Бурылин, а с 1940-х годов дом продавался частями и принадлежал разным владельцам, пока в 1988 году не было принято решение о создании здесь музея на основе завещанной городу художником в том же году коллекции его произведений. К 1994 году здание было освобождено от жильцов, и начались работы по устройству здесь музея.
Организационными вопросами занялась сотрудница Ивановского областного художественного музея Любовь Павловна Соловьёва; по её словам, только с 1996 года удалось уговорить Морозова начать частично перевозить творческие работы, документы из архива и некоторые личные вещи в здание будущего музея. После смерти художника в 1997 году перемещение его наследия активизировалось.
Автором проекта устройства экспозиции музея выступил художник театра имени К. С. Станиславского В. Н. Архипов, лично знавший Морозова.
Для посетителей музей открылся 19 сентября 2001 года.
На территории музея находится также старый липовый парк.

## Экспозиция
В экспозиции музея представлено 74 живописных и графических работы А. И. Морозова. Также в музее хранятся скульптурные произведения, сценические костюмы и музыкальные инструменты художника. Документы, личные вещи, аудио-, фото- и видеоматериалы составляют биографическую часть экспозиции.
Всего в музее свыше 3 тысяч единиц хранения; общая экспозиционная площадь пяти залов музея составляет 154 м².